# Parachnopeziza
Parachnopeziza is een geslacht van schimmels behorend tot de familie Arachnopezizaceae. De typesoort is Parachnopeziza miniopsis.

## Soorten
Volgens Index Fungorum telt het geslacht zeven soorten (peildatum maart 2022):
| Soortnaam                   | Auteur(s)                    | Publicatiejaar |
| --------------------------- | ---------------------------- | -------------- |
| Parachnopeziza aquilinella  | (Höhn.) Korf                 | 1978           |
| Parachnopeziza bambusae     | Arendh. & R. Sharma          | 1984           |
| Parachnopeziza guangxiensis | W.Y. Zhuang & Korf           | 1998           |
| Parachnopeziza miniopsis    | (Ellis) Korf                 | 1978           |
| Parachnopeziza sinensis     | W.Y. Zhuang & Korf           | 1998           |
| Parachnopeziza triseptata   | (Raschle) Korf & W.Y. Zhuang | 1985           |
| Parachnopeziza variabilis   | W.Y. Zhuang & K.D. Hyde      | 2001           |